# Seznam angleških genetikov
Seznam angleških genetikov.

## B
- William Bateson

## F
- Ronald Fisher

## G
- Francis Galton

## H
- J. B. S. Haldane

## N
- Paul Nurse

## S
- John Maynard Smith